# 武内博文
武内 博文（たけうち ひろぶみ、1971年12月21日 - ）は、日本の起業家、実業家。神奈川県出身。

## 略歴
- 1990年3月 - 法政大学第二高等学校卒業。
- 1994年3月 - 法政大学文学部日本文学科卒業。
- 1994年4月 - 協和株式会社入社。
- 2004年2月 - 株式会社スカイライト・バイオテック（※現免疫生物研究所）入社 営業統括マネージャー。
- 2005年9月 - 同社 事業推進兼財務担当取締役。
- 2006年7月 - 同社 管理本部担当取締役CFO。
- 2009年5月 - 住商リアルティ・マネジメント株式会社[1]入社 管理部マネージャー。
- 2013年1月 - 株式会社サイフューズ[2]入社 取締役経営管理担当。
- 2014年1月 - ラクオリア創薬株式会社[3]入社 経理部長代理。
- 2014年4月 - 同社 経理部長。
- 2014年10月 - 同社 財務・経営企画部門 財務経理部長。
- 2018年4月 - ユビエンス株式会社[4] 代表取締役。
- 2021年3月 - ラクオリア創薬株式会社入社 代表取締役（現任）。
- 2021年6月 - ユビエンス株式会社 取締役（現任）。
- 2022年3月 - テムリック株式会社[5] 代表取締役（現任）。